# West Rushville
West Rushville é uma vila localizada no estado norte-americano de Ohio, no Condado de Fairfield.

## Demografia
Segundo o censo norte-americano de 2000, a sua população era de 132 habitantes.
Em 2006, foi estimada uma população de 138, um aumento de 6 (4.5%).

## Geografia
De acordo com o United States Census Bureau tem uma área de
0,2 km², dos quais 0,2 km² cobertos por terra e 0,0 km² cobertos por água.

## Localidades na vizinhança
O diagrama seguinte representa as localidades num raio de 16 km ao redor de West Rushville.